# Sigmodon peruanus
Sigmodon peruanus är en däggdjursart som beskrevs av J. A. Allen 1897. Sigmodon peruanus ingår i släktet bomullsråttor, och familjen hamsterartade gnagare. IUCN kategoriserar arten globalt som livskraftig. Inga underarter finns listade i Catalogue of Life.
Arten förekommer i västra Ecuador och nordvästra Peru vid Stilla havet. Den lever i låglandet och i bergstrakter upp till 1600 meter över havet. Sigmodon peruanus vistas vanligen nära vattendrag och har skogar, gräsmarker och jordbruksmark som habitat. Individerna äter gröna växtdelar, svampar, frön och insekter. Boet ligger vanligen under en klippa, ett omkull störtat träs eller under en gräsklump.